# Hassan Khaled
Pour les articles homonymes, voir Khaled.
Le grand mufti Hassan Khaled (1921-1989) fut mufti de la République libanaise et leader de la communauté sunnite du pays.

## Biographie
Il présida les cours islamiques du pays pendant 23 ans et la Coalition islamique, regroupant les anciens Premiers ministres du pays, les parlementaires, ministres et notables sunnites du pays.
Il était considéré comme «un personnage modéré, un symbole de la coexistence islamo-chrétienne» et un pacificateur. Fervent défenseur de l'unité nationale lors de la guerre du Liban, il meurt assassiné le 16 mai 1989, par l'explosion d'une voiture piégée à Beyrouth. 21 autres personnes perdirent la vie dans l'attentat. Les services de renseignement syriens sont fortement soupçonnés d'être derrière cet assassinat.